# Мюррей, Джон, 1-й маркиз Атолл

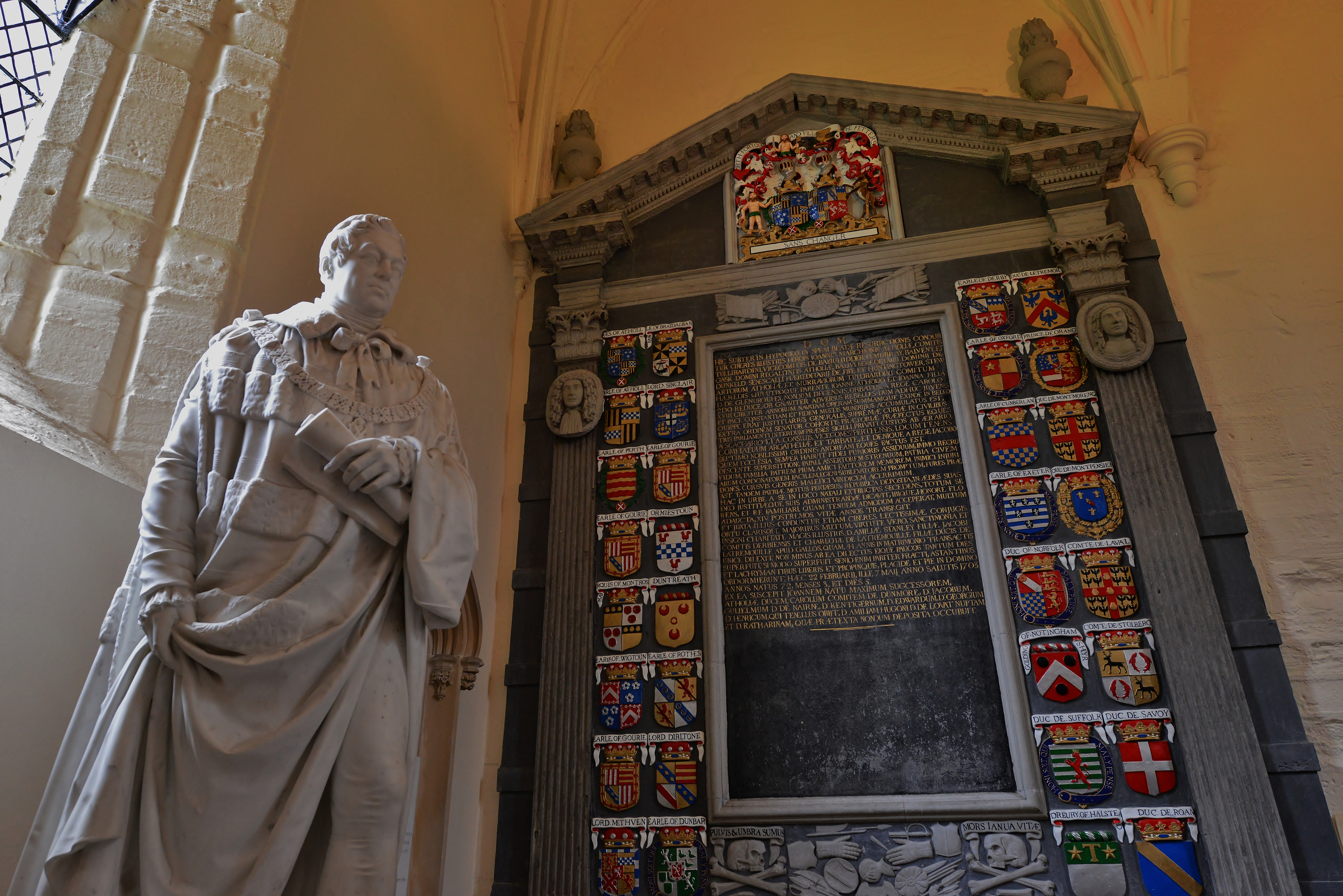
Геральдический памятник Джону Мюррею, 1-му маркизу Атоллу, собор Данкелда, Шотландия

Джон Мюррей, 1-й маркиз Атолл (2 мая 1631 — 6 мая 1703), — известный шотландский роялист, сторонник династии Стюартов со времён Английской гражданской войны 1640-х годов до воцарения Вильгельма III Оранского и Марии II в 1689 году. Он унаследовал титул 2-го графа Атолла после смерти своего отца в июне 1642 года и 3-го графа Таллибардина после смерти своего двоюродного брата Джеймса Мюррея, 2-го графа Таллибардана (1617—1670), в 1670 году.

## Ранняя жизнь
Родился 2 мая 1631 года. Единственный сын Джона Мюррея, 1-го графа Атолла (ок. 1610—1642), и Джин Кэмпбелл, дочери сэра Дункана Кэмпбелла из Гленорчи, 1-го баронета (ок. 1550—1631). Являлся главным сторонником графа Гленкэрна, поднявшего в 1653 году восстание против присоединения Шотландии к Англии, но через год был вынужден капитулировать перед войсками Джорджа Монка, главнокомандующего силами Английской республики в Шотландии.

## Титулы и должности
После Реставрации Стюартов в 1660 году последовательно получил множество высоких назначений. В том же году Джон Мюррей стал членом Тайного совета Шотландии, получив хартию наследственной должности шерифа Файфа. В 1661 году он стал лордом-генеральным судьей. В 1663 году Джон Мюррей был назначен лордом-председателем сессионного суда. В 1670 году он стал первым генерал-капитаном Королевской роты лучников. В 1671 году Джон Мюррей был назначен комиссаром казначейства, а в следующем году — хранителем Тайной печати Шотландии. 14 января 1673 года он стал чрезвычайным лордом сессии.
7 февраля 1676 года Джону Мюррею был пожалован титул 1-го маркиза Атолла. Позже он получил ещё целый ряд должностей и званий (в том числе стал вице-адмиралом Шотландии в 1680 году, сыграл ключевую роль в подавлении восстания графа Аргайла в 1685 году, а в 1687 году был посвящён в рыцари), но с 1678 года его отношения с королём испортились из-за протеста Мюррея против жёстких мер по отношению к ковенантскому движению.
В 1670 году Джон Мюррей унаследовал графство Таллибардин после смерти своего двоюродного брата Джеймса Мюррея, 2-го графа Таллибардина (1617—1670), не оставившего после себя мужских наследников.

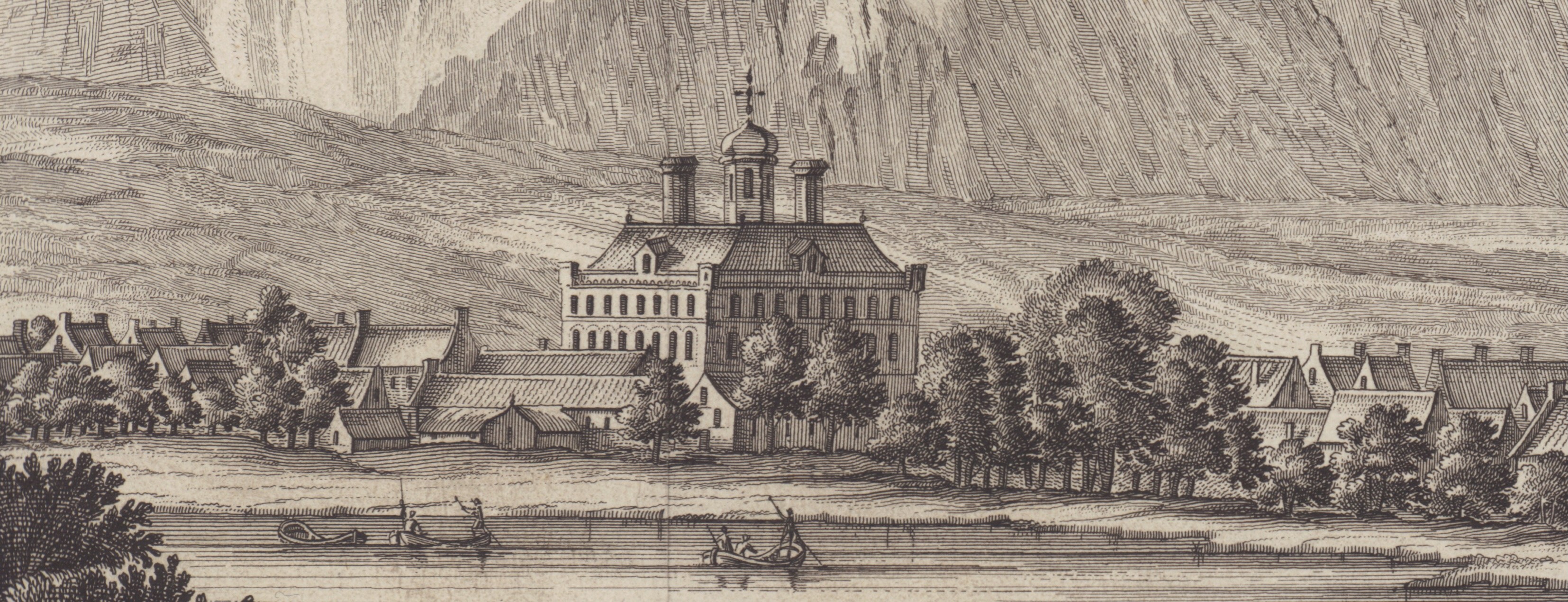
Старый Данкельд-хаус, около 1693 года

Он поручил Уильяму Брюсу перестроить Данкельд-хаус в 1676 году. Дом был сильно поврежден в 1654 году, во время гражданской войны, и Брюсу было поручено построить его замену.

## Славная революция

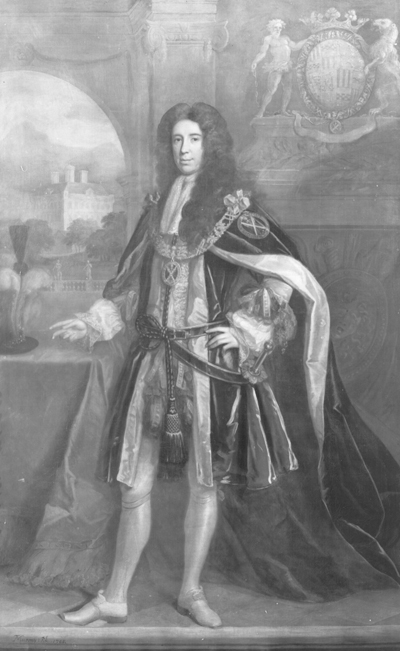
Джон Мюррей, 1-й герцог Атолл (1660—1724)

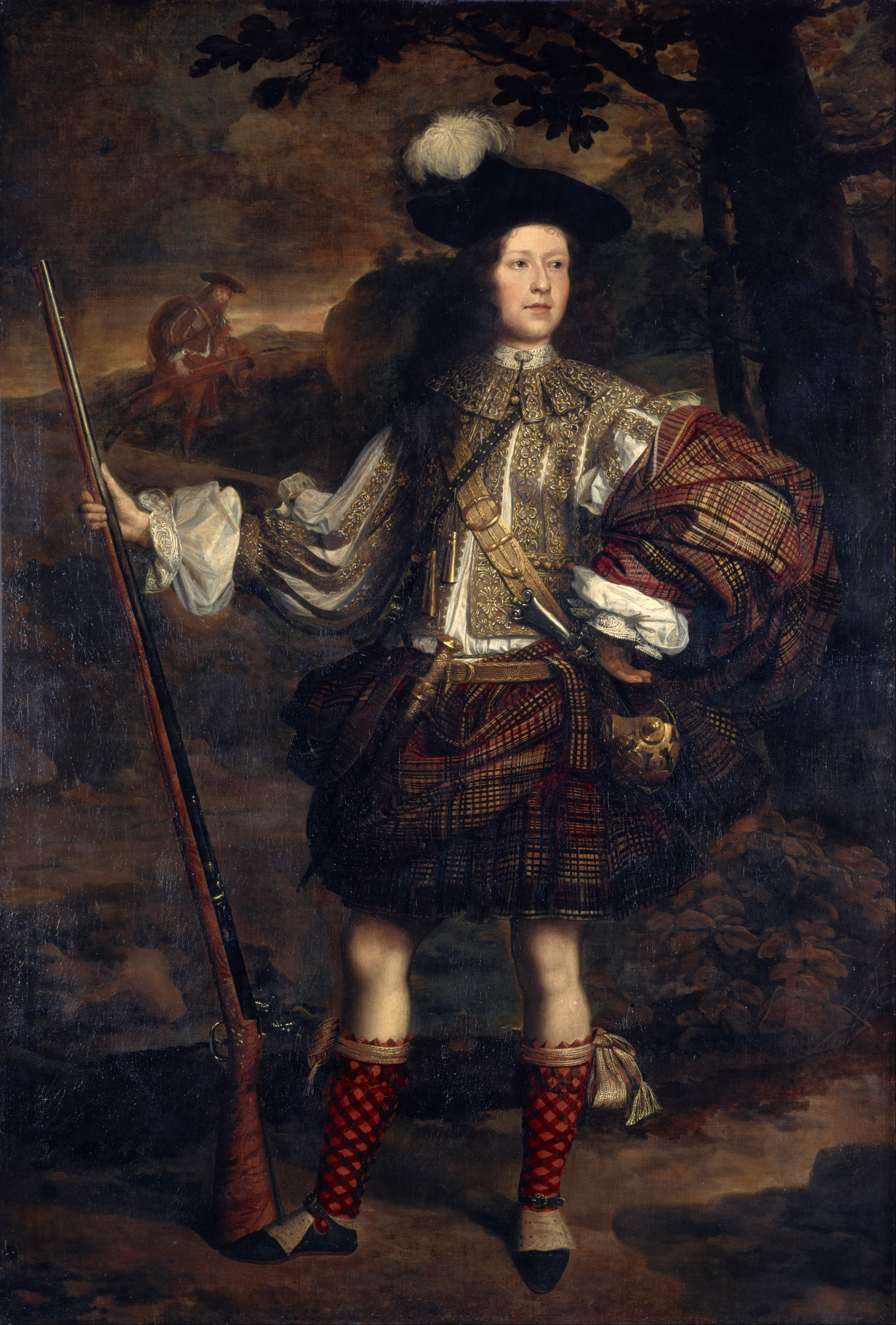
Лорд Мунго Мюррей (1668—1700), умер в 1700 году в Панаме, основав там шотландское плантационное поселение во время Дарианской экспедиции.

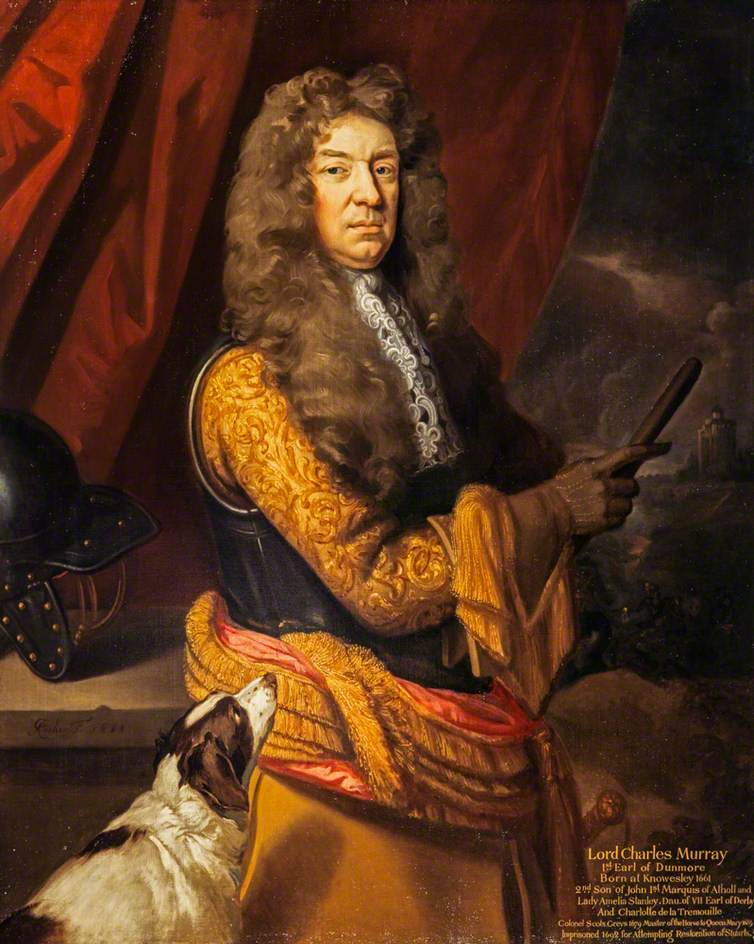
Чарльз Мюррей, 1-й граф Данмор (1661—1710)

Первоначально Джон Мюррей был сторонником жесткой политики лорда Лодердейла, приняв участие в рейде 1678 года против ковенантов, но затем он временно потерял королевскую милость, посоветовав умеренность в отношении мер, принятых против них. Однако в 1679 году он участвовал в битве при Босуэлском мосту; в июле 1680 года он был назначен вице-адмиралом Шотландии, а в 1681 году — председателем парламента.
В 1684 году он был назначен лордом-лейтенантом Аргайла, энергично сражался против Арчибальда, Кэмпбелла, 9-го графа Аргайла во время восстания Аргайла в 1685 году и сыграл важную роль в его разгроме. Мюррей был посвящен в рыцари в 1687 году.
Он поддержал вступления на английский престол принца Вильгельма III Оранского и Марии II. Наконец, в апреле 1689 года он написал Вильгельму, чтобы объявить о своей верности, а в мае принял участие в провозглашении Вильгельма и Марии королем и королевой в Эдинбурге. Но во время восстания виконта Данди он позволил использовать свои войска в битве при Килликранки против сторонников нового короля, что помогло нанести поражение правительственным войскам. Затем он был вызван в Лондон и заключен в тюрьму в августе. В 1690 году он был замешан в заговоре Монтгомери восстановить Якова и впоследствии в дальнейших якобитских интригах. В июне 1691 года он получил помилование, а затем действовал в интересах властей в деле умиротворения горцев.
По иронии судьбы, учитывая слухи о якобитских наклонностях Джона Мюррея, но публичную оппозицию этой группе, его внук, лорд Джордж Мюррей стал знаменитым генералом якобитов и был ответственен за их успех на протяжении большей части восстания 1745 года.
Джон Мюррей был описан лордом Маколеем как «самый лживый, самый непостоянный, самый малодушный из людей», относительно нерешительной позиции Мюррея вокруг преемственности Вильгельма Оранского и низложения короля Якова".

## Семья
5 мая 1659 года лорд Атолл женился на леди Амелии Энн Софии Стэнли (1633 — 22 февраля 1702/1703), дочери Джеймс Стэнли, 7-й граф Дерби (1607—1651), и Шарлотты де ла Тремуй (1599—1668). У них было двенадцать детей, но четверо умерли молодыми:
- Джон Мюррей, 1-й герцог Атолл (24 февраля 1660 — 14 ноября 1724), старший сын и наследник, женат (1) на леди Кэтрин Дуглас-Гамильтон, (2) на леди Мэри Росс.
- Чарльз Мюррей, 1-й граф Данмор (24 февраля 1661 — 19 апреля 1710), женился на Кэтрин Уоттс.
- Лорд Джеймс Мюррей (8 мая 1663 — 30 декабря 1719), женился на Анне Мюррей из Гленмура.
- Уильям Мюррей, 2-й лорд Нэрн (1664 — 3 февраля 1726), женился на Маргарет Нэрн. Их дочь Маргарет Мюррей (? — 28 мая 1773), вышла замуж в 1712 году за Уильяма Драммонда, 4-го виконта Страталлана.
- Леди Шарлотта Мюррей (1663—1735), замужем за Томасом Купером
- Леди Амелия Мюррей (1666 — 6 мая 1743), 1-й муж — Хью Фрейзер, 9-й лорд Ловат, 2-й муж — Саймон Фрейзер из Бофорта.
- Леди Джейн Мюррей (1666—1670) умерла в детстве.
- Сэр Мунго Мюррей (1668—1700), убит в Панаме в 1700 году, сражаясь с испанцами. Женился на Рэйчел Биверич.
- Лорд Эдвард Мюррей (1669—1743), женился на Кэтрин Скин.
- Лорд Генри Мюррей (род. 1670), умер молодым.
- Леди Кэтрин Мюррей (1672—1689), умерла молодой.
- Лорд Джордж Мюррей (1673—1691), умер молодым.

Также у маркиза Атолла было трое-четверо внебрачных детей.

## Титулатура
- 1-й маркиз Атолл (с 7 февраля 1676)
- 1-й граф Таллибардин, Пертшир (с 7 февраля 1676)
- 3-й граф Таллибардин (с января 1670)
- 2-й граф Атолл (с июня 1642)
- 1-й виконт Балкухиддер (с 7 февраля 1676)
- 5-й лорд Мюррей из Таллибардина (с января 1670)
- 3-й лорд Мюррей, Гаск и Балкухиддер (с января 1670)
- 2-й лорд Мюррей, Балвени и Гаск (с 7 февраля 1676)